# Maudlin Castle
Maudlin Castle (auch Magdalan Castle, irisch Caisleán Mhaidilín) ist ein Tower House in der Stadt Kilkenny im irischen County Kilkenny. Die Burg gilt als National Monument. Sie liegt in der Maudlin Street etwas nördlich des River Nore und östlich des Kilkenny College.

## Geschichte

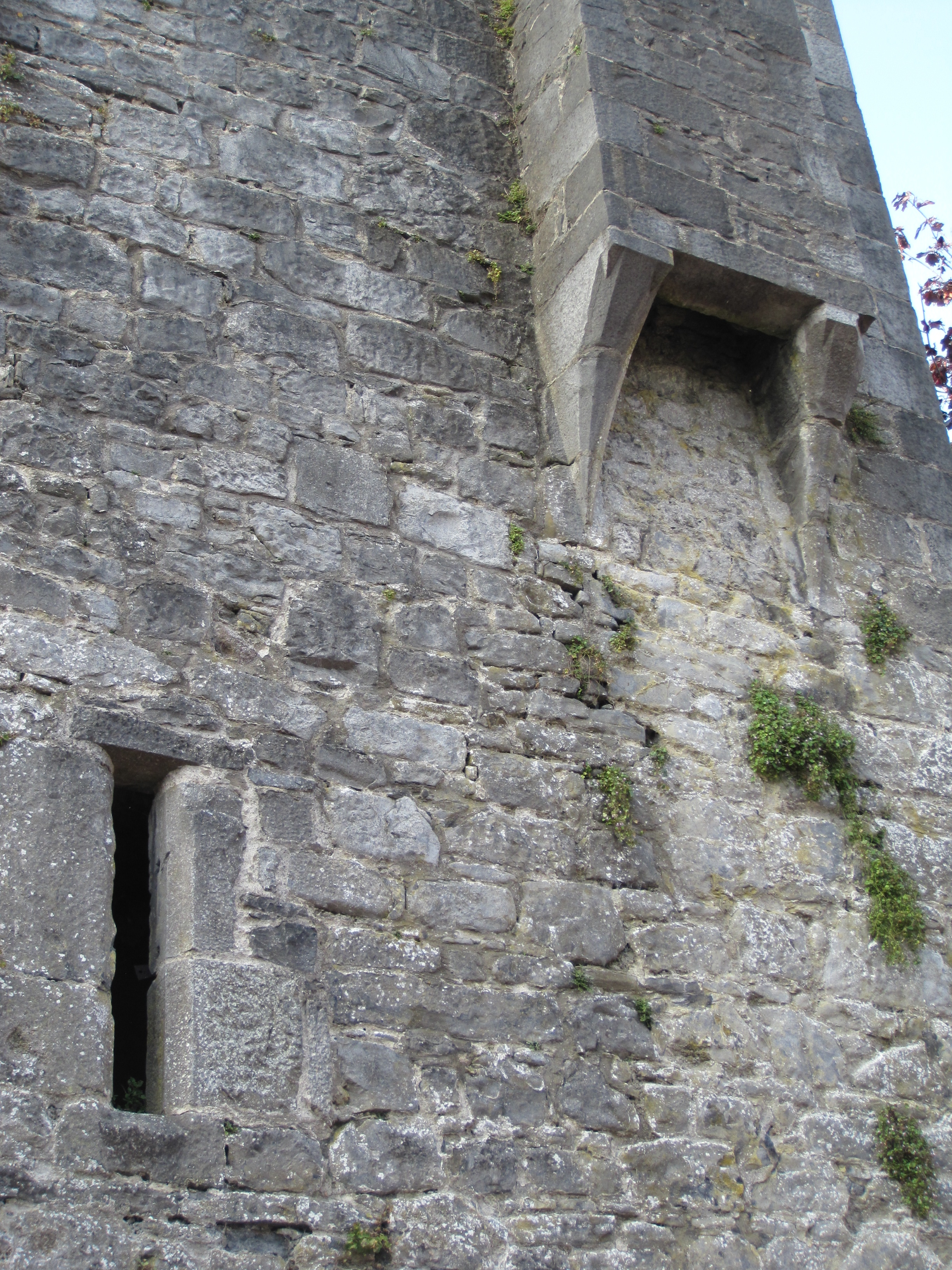
Aborterker und Schießscharte

Die Lepra brach in Irland erstmals im 10. oder 11. Jahrhundert aus. Viele Leprahäuser wurden Maria Magdalena wegen deren Verbindung mit sexuellen Exzessen und Prostitution geweiht, die fälschlicherweise mit Lepra in Zusammenhang gesehen wurden.
Das Krankenhaus St. Maria Magdalena in Kilkenny wurde irgendwann vor 1327 eröffnet (möglicherweise von William Marshal, 1. Earl of Pembroke Anfang des 13. Jahrhunderts) und es wurde schnell eines der wichtigsten Leprahäuser in Irland. Es lag am Rande der Stadt und war von hohen Mauern umgeben. Der Eingang war durch ein Torhaus gesichert. Es hatte auch eine Kapelle, einen Friedhof und 20 Hektar landwirtschaftlich genutzte Flächen. Es stand mit der St. John’s Priory in Verbindung.
Der bis heute erhaltene Turm wurde Anfang des 16. Jahrhunderts errichtet. Bei der Auflösung der englischen Klöster wurde auch dieses Krankenhaus geschlossen. Maudlin Castle wurde als „eine kleine Burg, mit Dachplatten gedeckt, [beschrieben], die zur Verteidigung der Leprakranken und Bewohner der Vorstädte gebaut worden war; sie ist jetzt leer und nichts mehr wert.“ 1628 gibt es einen Hinweis auf einen „Stadtgraben“ bei der Marienkirche; somit könnte sich unter dem Tor ein Graben befunden haben. Das Krankenhaus wurde vom englischen König Karl I. der Kilkenny Corporation geschenkt.
Das Krankenhaus diente auch als „Altenheim“ für reiche Familien, wie die Rothes, die Langtons und die Shees. Archäologische Grabungen auf der daran vorbeiführenden Straße weisen auf eine „Diät“ von Rindfleisch, Hammelfleisch, Schinken und Wildentenfleisch hin.

## Beschreibung

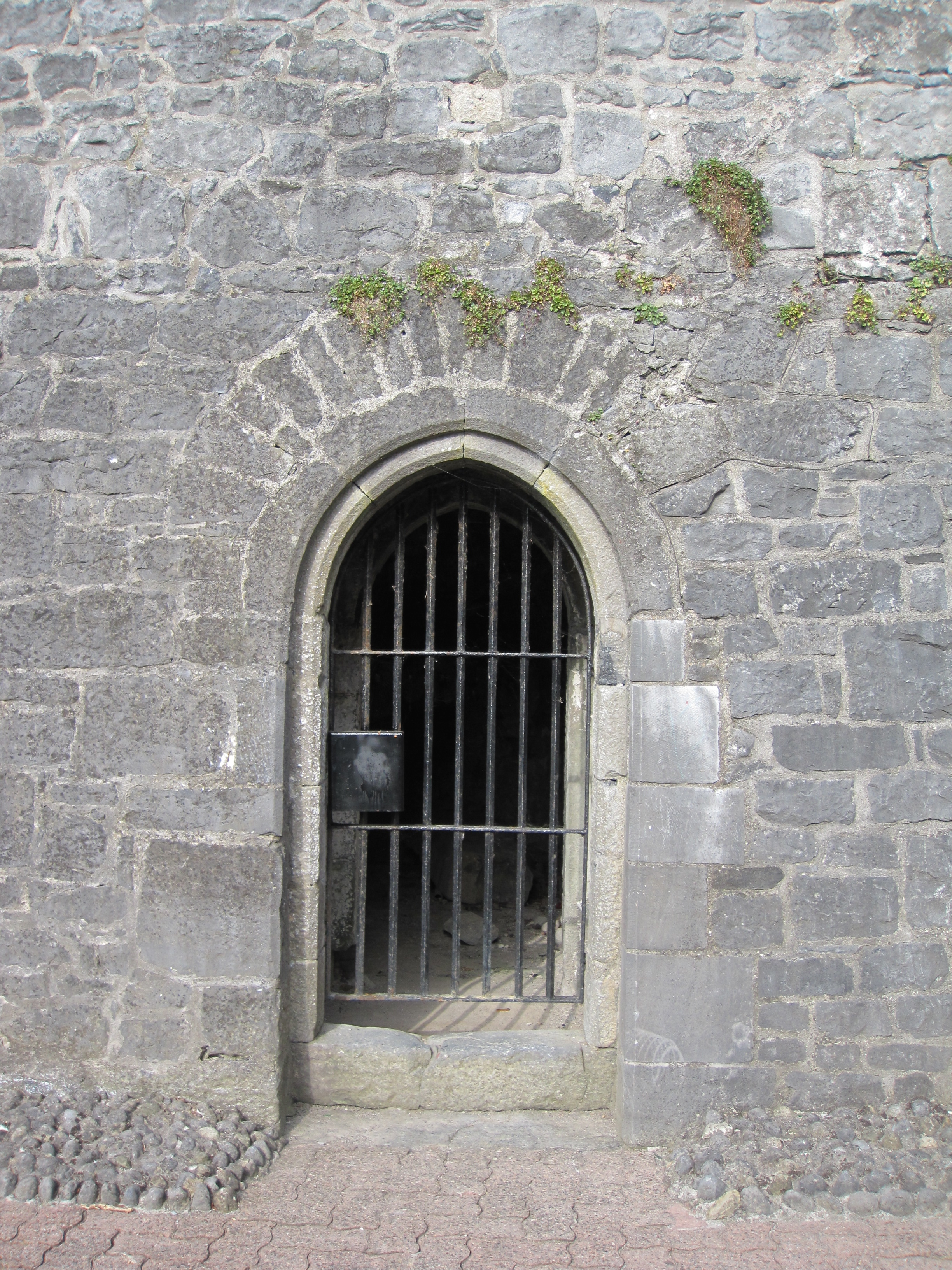
Torbogen

Das Tower House ist 25 Meter hoch und hat vier Stockwerke; ein Treppenturm führt weiter nach oben zu den Zinnen. Unten hat der Turm geneigte Mauern.